# ドーゾロ
ドーゾロ（伊: Dosolo）は、イタリア共和国ロンバルディア州マントヴァ県にある、人口約3,300人の基礎自治体（コムーネ）。

## 地理

### 位置・広がり

#### 隣接コムーネ
隣接するコムーネは以下の通り。括弧内のREはレッジョ・エミリア県所属を示す。
- グアルティエーリ (RE)
- グアスタッラ (RE)
- ルッザーラ (RE)
- ポンポネスコ
- スッザーラ
- ヴィアダーナ

### 気候分類・地震分類
気候分類では、zona E, 2435 GGに分類される。
また、イタリアの地震リスク階級 (it) では、zona 3 (sismicità bassa) に分類される。